# 4825 Ventura
4825 Ventura eller 1988 CS2 är en asteroid i huvudbältet som upptäcktes den 11 februari 1988 av den belgiske astronomen Eric W. Elst vid La Silla-observatoriet. Den är uppkallad efter staden Ventura i Kalifornien.
Asteroiden har en diameter på ungefär 3 kilometer.